# Алаушас
А́лаушас (лит. Alaušas; устар. Аловша) — озеро на востоке Литвы. Располагается в 10 км северо-восточнее Утены, на территории Судейкского староства Утенского района, по восточному берегу озера проходит граница Даугайльского староства. Входит в десятку крупнейших озёр полностью располагающихся на территории Литвы. Относится к бассейну реки Швянтойи, правого притока Нярис.
Озеро имеет изогнутую форму, вытянутую в меридиональном направлении. Находится на высоте 138,2 м над уровнем моря. Площадь озера составляет 1054 га, длина 6,3 км, ширина до 4,4 км. Наибольшая глубина — 42 м, средняя глубина — 11,9 м. Береговая линия извилистая, протяжённость — 22 км. Есть 2 острова, общей площадью 5,3 га. Площадь водосборного бассейна озера — 51,7 км².
В Алаушас впадает в общей сложности 5 водотоков. Из северной оконечности озера вытекает Алауша, левый приток Швянтойи. Через короткую протоку на юге Алаушас соединяется с озером Юодланкяй..